# 赤衛軍區 (奧倫堡州)
52°51′04″N 53°28′48″E / 52.85111°N 53.48000°E
赤衛軍區（俄语：Красногвардейский район），是俄羅斯的一個區，位於該國西南部，由奧倫堡州負責管轄，面積2,800平方公里，2010年人口21,097，人口密度每平方公里7.53人。